# Antonio Casagrande
Antonio Casagrande (Nápoles, 6 de febrero de 1931 - Nápoles, 27 de febrero de 2022) fue un actor y cantante italiano.

## Biografía
Nació en el seno de una familia de artistas: su padre era un actor de teatro y su madre una corista del Teatro di San Carlo. Debutó a los seis años, interpretando a un niño en la ópera Madama Butterfly. Se diplomó en canto en el Conservatorio, pero prefirió pisar las escenas de teatro como actor. En los años 1950 entró en la compañía de Eduardo De Filippo, participando en las transposiciones cinematográficas de algunas obras del dramaturgo: Sabato, domenica e lunedì, Ditegli sempre di sì, Filumena Marturano, Napoli milionaria, Il sindaco del rione Sanità y Mia famiglia. También grabó dos LP, creando el personaje de "Don Liborio Occhialoni".
A partir de los años 1960 se dedicó principalmente al cine y a la televisión. A finales de los 90 volvió a su papel de actor cinematográfico, actuando con su hijo Maurizio en la comedia Amore a primera vista, de Vincenzo Salemme. Posteriormente, participó en dos películas dirigidas por su hijo, Una donna per vita (2011) y Babbo Natale non viene da Nord (2015). Nunca abandonó el teatro, siendo director de su propia compañía de teatro. Murió a los 91 años; el funeral se celebró en la iglesia de San Giovanni Battista dei Fiorentini, en el barrio napolitano de Arenella, en presencia de numerosos colegas y amigos.

## Filmografía

### Cine
- Los cuatro días de Nápoles (Le quattro giornate di Napoli), de Nanni Loy (1962)
- Sherlock Holmes - la valle del terrore, de Terence Fisher (1962)
- El duque Negro (César Borgia) (Il duca nero), de Pino Mercanti (1963)
- Arabella, de Mauro Bolognini (1967)
- No, no... mi amor (La ragazza del bersagliere), de Alessandro Blasetti (1967)
- Aquí robamos todos (La notte è fatta per... rubare), de Giorgio Capitani (1968)
- Beatrice Cenci, de Lucio Fulci (1969)
- E venne il giorno dei limoni neri, de Camillo Bazzoni (1970)
- Il caso Pisciotta, de Eriprando Visconti (1972)
- Detenido en espera de juicio (Detenuto in attesa di giudizio), de Nanni Loy (1972)
- Comisaria de guardia (Commissariato di notturna), de Guido Leoni (1973)
- Los clubs de la dolce vita (Milano rovente), de Umberto Lenzi (1973)
- El azar y la violencia (Le hasard et la violence), de Philippe Labro (1973)
- El súper 'poli' (Piedone lo sbirro), de Steno (1973)
- Mimì Bluette... fiore del mio giardino, de Carlo Di Palma (1976)
- Frittata all'italiana, de Alfonso Brescia (1976)
- Lulù la sposa erotica, de Paolo Moffa (1977)
- Ecco noi per esempio..., de Sergio Corbucci (1977)
- Così parlò Bellavista, de Luciano De Crescenzo (1984)
- C'è posto per tutti, de Giancarlo Planta (1989)
- Amore a prima vista, de Vincenzo Salemme (1999)
- Lista civica di provocazione, de Pasquale Falcone (2005)
- L'ultimo Pulcinella, de Maurizio Scaparro (2008)
- Io non ci casco, de Pasquale Falcone (2008)
- Una donna per la vita, de Maurizio Casagrande (2012)
- Babbo Natale non viene da Nord, de Maurizio Casagrande (2015)
- Vieni a vivere a Napoli, varios directores (2016)
- I fratelli De Filippo, de Sergio Rubini (2021)

### Televisión
- Luisa Sanfelice, dirigida por Leonardo Cortese – miniserie de televisión (1966)
- La famiglia Benvenuti, de Alfredo Giannetti – serie de televisión, 1x5 (1968)
- Il cappello del prete, dirigida por Sandro Bolchi – miniserie de televisión (1970)
- Storie della camorra, dirigida por Paolo Gazzara – miniserie de televisión (1978)
- Illa: Punto d'osservazione, dirigida por Daniele D'Anza – miniserie de televisión (1981).
- Dio ci ha creato gratis, de Angelo Antonucci – miniserie de televisión (1998)
- Il commissario Raimondi, de Paolo Costella – miniserie de televisión (1999)
- Padre Pío: Entre el cielo y la tierra (Padre Pio: Tra cielo e terra), de Giulio Base – miniserie de televisión (2001)
- La guerra è finita, de Lodovico Gasparini – miniserie de televisión (2002)
- Carabinieri – serie de televisión (2006-2007)
- Capri – serie de televisión (2006)
- Non ti pago, de Edoardo De Angelis – telefilme (2021)

## Teatro en televisión
- Sabato, domenica e lunedì de Eduardo De Filippo, dirigida por Eduardo De Filippo, transmitida el 3 de junio de 1961
- Questi fantasmi de Eduardo De Filippo, dirigida por Eduardo De Filippo, transmitida el 29 de enero de 1962
- Ditegli sempre di sì de Eduardo De Filippo, dirigida por Eduardo De Filippo, trasmessa el 8 de enero de 1962
- Filomena Marturano de Eduardo De Filippo, dirigida por Eduardo De Filippo, transmitida el 5 de febrero de 1962
- Napoli milionaria de Eduardo De Filippo, dirigida por Eduardo De Filippo, transmitida el 22 de enero de 1962
- Mia famiglia de Eduardo De Filippo, dirigida por Eduardo De Filippo, transmitida el 15 aprile 1964
- Figli d’arte de Diego Fabbri, dirigida por Flaminio Bollini (1967)
- Un cappello pieno di pioggia de Michael V. Gazzo, versión televisiva y dirección de Gianni Serra, transmitida el 19 de diciembre de 1984

## Doblaje
- Hiram Keller en Satiricón
- Mario Pilar en El súper 'poli'
- Enrico Maria Salerno en Justicia para todos
- Gipo Farassino en Vicio en la ciudad